# Dryadella summersii
Dryadella summersii är en orkidéart som först beskrevs av Louis Otho Otto Williams, och fick sitt nu gällande namn av Carlyle August Luer. Dryadella summersii ingår i släktet Dryadella och familjen orkidéer.
Artens utbredningsområde är Ecuador. Inga underarter finns listade i Catalogue of Life.